# Гимназија Прокупље
Гимназија у Прокупљу је основана на иницијативу Захарија Хаџи-Арсића, председника привредне банке као прва приватна нижа гимназија. Указ о њеном оснивању је донет 9. септембра 1908. године.

## Историја
Прокупачка приватна гимназија постала је 13. марта 1910. године Прокупачка окружна гимназија. У периоду од 1. децембра 1914. године до 1919. године школа је престала са радом, да би 1919. године наставила са радом као Краљевска српска гимназија у Прокупљу и тада јој је признат статус државне гимназије.
Године 1910. основана је библиотека „Ђачка дружина Доситеј Обрадовић“ у оквиру које су постојале драмска и литерарна секција.
Године 1935. школа је добила ранг пуне гимназије, а школске 1938/39. године је званично добила 8. разред. Камен темељац нове зграде освећен је на Видовдан 1938.
У периоду Другог светског рата гимназија је радила нередовно услед прогањања професора и ђака, да би од 1945. године поново почела са радом са бројем од 1.686 ученика.
Од свог оснивања школа је променила 12 имена да би 1990. године добила назив Гимназија у Прокупљу. Дана 8. августа 1997. године, одлуком Владе Републике Србије (ПЦ бр. 05-633-3153/97), зграда гимназије проглашена је спомеником културе.

## Бивши ђаци
- Петар Бјелица, економиста
- Братислав Велимировић, неурохирург
- Милан Вишњић, професор и декан Медицинског факултета у Нишу
- Драгутин-Гута Добричанин, глумац
- Иван Ивановић, књижевник
- Душан Јанићијевић, глумац
- Михајло Пљака Костић, глумац
- Воја Красић, књижевник
- Огњен Лакићевић, књижевник
- Божидар Боки Милошевић, кларинетиста
- Драгољуб Мићуновић, проф. Филозофског факултета у Београду и политичар
- Вук Обрадовић, генерал
- Ратко Павловић Ћићко, револуционар и народни херој
- Дане Стоиљковић, књижевник
- Војин Шуловић, академик САНУ

## Галерија
- Гимназија Прокупље
- Гимназија Прокупље
- Гимназија Прокупље
- Гимназија Прокупље